# Museu d'Art Contemporani Helga de Alvear
El Museu d'Art Contemporani Helga de Alvear (abans Centre d'Arts Visuals Fundació Helga de Alvear) és un museu situat a Càceres, Espanya. Al museu es conserva la col·lecció de la galerista Helga de Alvear i és la col·lecció privada d'art contemporani més completa d'Europa, amb més de 3000 obres d'artistes contemporanis.
És dirigit per la Fundació Helga de Alvear, entitat cultural sense ànim de lucre que rep el nom de la seva propietària. A més, està secundat per les institucions –públiques i privades—del Govern d'Extremadura, la Diputació Provincial de Càceres, l'Ajuntament de Càceres i la Universitat d'Extremadura, a més d'altres membres a títol particular.

## Història
Helga de Alvear va intentar establir la col·lecció en diverses ciutats d'Espanya, entre elles, Còrdova (d'on era el seu marit, Jaime de Alvear), Vigo o Granada. La mateixa Helga de Alvear explica com el procés de trobar emplaçament va ser complicat fins que va conèixer Juan Carlos Rodríguez Ibarra, president d'Extremadura llavors, que es va mostrar interessat en què les obres romanguessin a Càceres. L'any 2006 es va crear la Fundació Helga de Alvear, per a gestionar la seva col·lecció.
El 22 de gener de 2003, fruit d'aquestes esmentades converses entre el llavors president de la Junta d'Extremadura i Helga de Alvear, aquesta última confirmava que les seves obres d'art romandrien a Càceres. L'interès per conservar la col·lecció a la ciutat de Càceres va ser mutu, per la qual cosa es va decidir que romandria allí. Així, en aquesta mateixa confirmació de la galerista, ja es va fer públic que la col·lecció estaria albergada en l'edifici de la Casa Gran, que probablement obriria en 2004. A més, també es va esmentar la previsió de fer una fundació publicoprivada per a gestionar el centre.
El 3 de juny de 2010 es va inaugurar l'anomenat Centre d'Arts Visuals Fundació Helga de Alvear a Càceres en la seva primera fase, en l'edifici modernista rehabilitat per Emilio Tuñón i Luis Moreno Mansilla. Durant aquest període com a centre d'arts visuals es van arribar a realitzar catorze exposicions que mostraven al públic una part de les obres d'art en possessió de la galerista, al voltant de 800 obres de la seva col·lecció. Entre 2010 i 2020, 1.671 obres de 630 artistes diferents han pogut veure's en el Centre d'Arts Visuals amb gairebé 170.000 visitants. A més, es xifren en 1.504 les visites guiades o privades i tallers realitzats durant aquest període.
L'any 2020 va canviar la seva denominació de “centre d'arts” a “museu”, perquè tant el centre com la fundació havien passat a compartir seu en un mateix edifici. En el museu, es continuen realitzant exposicions temporals, però amb l'afegit que algunes obres comencen a ser exposades de manera permanent en un edifici de nova planta creat per a albergar la col·lecció.

## Edificis
Un dels edificis que comprèn el museu és la Casa Gran, construïda l'any 1910 per l'arquitecte Francisco de la Pezuela i Ramírez. La Universitat d'Extremadura va comprar l'immoble l'any 1979 i el va cedir durant 50 anys a la Junta d'Extremadura. En 2010, fruit dels acords anteriors entre la Junta d'Extremadura i de Alvear, es va començar a exposar part de la col·lecció d'aquesta.
La decisió que Càceres fos el lloc d'emplaçament definitiu del museu on s'exposés i emmagatzemés la seva col·lecció, enfront d'altres on la galerista també tenia part de les seves obres, es va basar precisament en l'edifici. Altres opcions, com Sant Sebastià o Granada, oferien rehabilitacions d'edificis ja existents, mentre que la ciutat extremenya incloïa la possibilitat d'un edifici nou en el qual poder reunir totes les seves peces.
Per a la construcció d'aquest nou edifici es va convocar l'any 2005 un concurs públic i va ser adjudicat al projecte de l'estudi Mansilla + Tuñón Arquitectes. Aquest projecte incloïa la rehabilitació de l'edifici modernista de la Casa Gran i la seva ampliació d'estil contemporani amb una nova construcció. Aquest estudi es va encarregar de la restauració de la Casa Gran en la seva primera etapa i posteriorment s'encarregaria de l'ampliació. L'any 2014 es va presentar el projecte, que pretenia ser una unió entre l'antic (el Càceres històric i Patrimoni de la Humanitat) i el modern i actual.

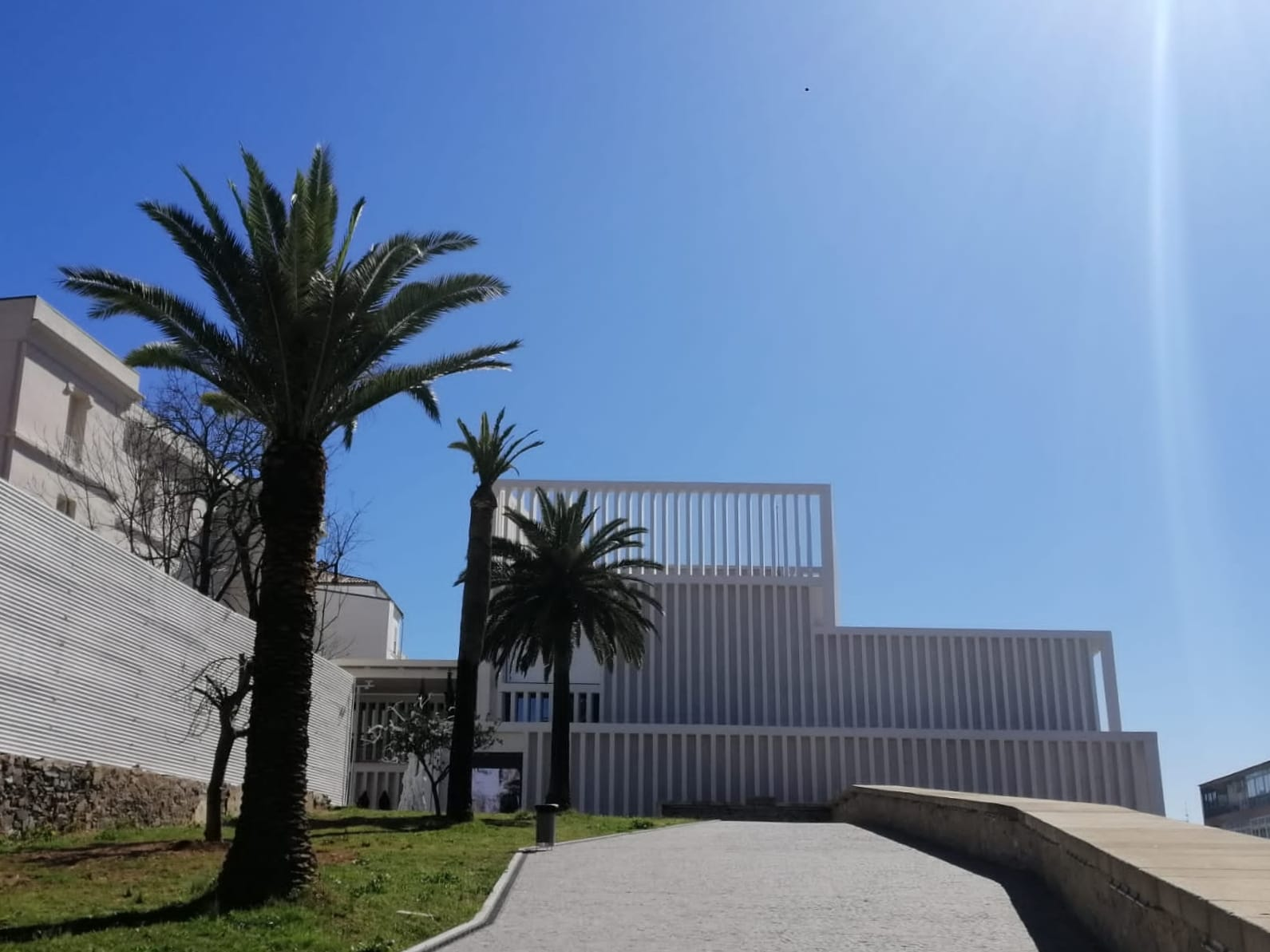
Entrada del Museu

La idea per a aquest edifici, en la seva concepció, va ser reinstaurar el caràcter d'espai de trànsit per al qual una vegada va servir la zona d'extramurs en la qual es troba. Així, el repte a l'hora de concebre aquest espai va ser el de salvar les diferents altures a les quals es troba el solar, que s'ha aconseguit, en part, gràcies a la coberta transitable del nou edifici. La revista Arquitectura Viva ha descrit així aquest projecte:
De la mateixa manera en què l'art, abans privilegi d'una elit, es torna accessible, el projecte també vol diluir el límit entre el que és de tots i el que és d'uns pocs, articulant en els buits [...], una artèria pública que travessa, sense tocar-la, l'esfera del privat.
Aquest projecte tenia una previsió d'acabar l'obra l'any 2017 i inaugurar el nou museu l'any 2018. No obstant això, a causa d'una denúncia d'un hotel confrontant i a diverses dificultats, la seva inauguració es va anar retardant. Finalment, aquesta es va produir tres anys després del que es preveia, el 25 de febrer de 2021. El nou edifici del museu està erigit en formigó blanc i format en el seu exterior per 500 columnes blanques. Compta amb àmplies galeries de quatre metres i mig d'altura i, a més, existeixen tres sales més de nou metres d'altura per a les obres de major envergadura. Aquesta sensació d'amplitud es concreta amb l'interior de guix blanc i un sòl d'estil industrial. José María Viñuela, com a arquitecte-interiorista, ha estat l'encarregat de condicionar l'interior del museu.
Acabades les obres, el museu va passar de 3.000 metres quadrats d'extensió a 5.000 metres, a més de 8.000 metres quadrats de jardí. Aquesta significativa ampliació va tenir un cost de 10 milions d'euros, finançats entre de Alvear i la Junta d'Extremadura. L'edifici elaborat per l'estudi d'Emilio Tuñón va ser premiat amb el Architecture MasterPrize i va ser candidat al premi Mies van der Rohe d'arquitectura.

## Col·leccions
En el museu es troben exposades 200 obres de les gairebé 3.000 obres de més de 500 artistes de tot el món que conformen la col·lecció d'Helga de Alvear. És una col·lecció diversa la que s'exposa en el museu, perquè s'hi troben treballs de fotografia, vídeo i instal·lacions, a més de les arts plàstiques.

### Artistes en exposició
Algunes de les obres i artistes en exposició són:
- Sala dedicada a Goya i a la primera edició dels Capritxos. Aquests 80 facsímils pertanyen a una de les edicions més valuoses dels Capritxos, els gravats dels quals es poden veure enquadernats en el llibre original en el mateix museu. Goya s'inclou en la col·lecció perquè considera que és el primer pintor contemporani i és rellevant poder veure la seva influència.[27][28][29]
- Respecte a les avantguardes i postavantguardes del segle xx, destaquen artistes com Picasso, Kandinsky, Klee, Robert Motherwell o Josef Albers. Aquest va ser uns dels primers moviments artístics que de Alvear va començar a col·leccionar.[27][30]
- Pintors espanyols de la segona meitat del segle xx, com Tàpies, Campano, Luis Gordillo o Carmen Laffón; especialment del postfranquisme, pel canvi de tendències que va haver-hi en l'art.[27][30]
- Artistes pioners com Barnett Newman en pintura, Joseph Beuys en escultura, Dan Flavin en el minimalisme o Nan Goldin en fotografia.[27][30]
- Artistes blue xip contemporanis, com Ai WeiWei (del qual l'artista tenia obres abans del seu salt a la fama), Tasseta Dean, Thomas Hirschorn o Elmgreen & Dragset.[27][30]
- Altres artistes contemporanis del panorama nacional inclosos són Santiago Sierra, Cristina Iglesias, Ignasi Aballí o Daniel G. Andújar.[27]

### Obres destacades
Algunes de les obres més importants exposades són:
- Descending Light, de Ai WeiWei
- Power Tools, de Thomas Hirschhorn
- Tiro activity, de Olafur Eliasson

- Faux Rocks, de Katharina Grosse
- Expand Constantly, de Zhang Peili
- We the people, de Danh Vö